# Leptomorphus babai
Leptomorphus babai är en tvåvingeart som beskrevs av Mitsuhiro Sasakawa 1961. Leptomorphus babai ingår i släktet Leptomorphus och familjen svampmyggor. Inga underarter finns listade i Catalogue of Life.